# Alianza Social Demócrata Independiente del Algarve
La Alianza Social Demócrata Independiente del Algarve (en portugués Aliança Social Democrata Independente do Algarve, ASDIA) es un partido regional socialista del Algarve.

## Orígenes
Este partido nació en Portimão en 1997 tras la unión de militantes de esta región aislados políticamente que no se identificaban con ningún partido ya existente con algunas asociaciones cívicas.